# CCS (gruppo musicale)
I CCS, acronimo di Collective Consciousness Society, sono stati un gruppo rock attivo negli anni settanta.

## Formazione
- Alan Parke
- Alexis Korner
- Jim Lawless
- John Cameron
- Peter Thorup
- Tony Coe

### Ex componenti
- Spike Heatley

## Discografia

### Album studio
- 1970 - CSS
- 1972 - CSS
- 1973 - The Best Band in the Land

### Raccolte
- 1975 - Best of CCS (RAK)
- 1991 - Whole Lotta Love (EMI)
- 2004 - A's, B's & Rarities (EMI)